# Dexter (компьютерный вирус)
Dexter — компьютерный вирус, впервые обнаруженный в 2012 году. Получил своё название после соответствующей обнаружения строки в его коде. Был сделан с целью кражи банковских данных и атаки на точки продаж (POS). Впервые вирус был обнаружен израильской компанией Seculert.
Из заражённых им операционных систем около 50 % являлись системами Windows XP, 17 % — Windows Home Server, 9 % — Windows Server 2003, 7 % — Windows 7. Из-за деятельности вируса были атакованы точки продаж из 40 стран: по большей части из Северной Америки и Великобритании. По оценкам, атака привела к мошенническим транзакциям на сумму более 25 млн. долларов, использовалось около 500 000 платёжных карт.

## StarDust
В ноябре 2012 года был обнаружен ботнет StarDust (также известен как Dexter V2) — более серьёзная версия Dexter, сделанная для тех же целей. Она смогла украсть данные 20 000 банковских карт, эксплуатируя уязвимость в ClearviewPOS. В основном её атаке подвергались рестораны и розничные торговцы в США.
Помимо StarDust у Dexter существует ещё 2 версии: Millenium и Revelation.